# 藤橋村立杉原小学校
藤橋村立杉原小学校 （ふじはしそんりつ　すぎはらしょうがっこう）は、かつて岐阜県揖斐郡藤橋村（現・揖斐川町）に存在した公立小学校。

## 概要
- 藤橋村の西部（鶴見・東杉原など）が校区であった。1982年に横山小学校[注釈 3]に統合され、廃校。
- 1950年から廃校までは杉原中学校を併設し、杉原小中学校とも称していた。
- 校舎は改修され、宿泊施設ふじはし星の家として使用されている。

## 沿革
- 1873年（明治6年） - 東杉原村に无彊学校、西杉原村[注釈 4]に迪知学校、親村[注釈 5]に親支校が開校。
- 1886年（明治19年） - 无彊学校が東杉原簡易科小学校、迪知学校が鶴見簡易科小学校に、それぞれ改称する。
- 1897年（明治30年） - 東杉原簡易科小学校が東杉原尋常小学校、鶴見簡易科小学校が鶴見尋常小学校に、それぞれ改称する。
- 1900年（明治33年） - 東杉原尋常小学校、鶴見尋常小学校、親支校が統合され、杉原尋常小学校となる。
- 1923年（大正12年） - 藤橋第二尋常高等小学校に改称する。
- 1941年（昭和16年）4月1日 - 杉原国民学校に改称する。
- 1947年（昭和22年）4月1日 - 藤橋村立杉原小学校に改称する。
- 1950年（昭和25年） - 親冬季分校を設置。
- 1960年（昭和35年） - 横山ダム建設のため、親地区が集団離村。親冬季分校を廃止。
- 1962年（昭和37年） - 新校舎（鉄筋コンクリート造）が完成。
- 1981年（昭和56年）3月 - 最後の卒業式を行う。
- 1982年（昭和57年）
  - 1月6日 -　全児童が横山小学校へ転入する。
  - 3月29日 - 閉校式。
  - 3月31日 - 横山小学校に統合され、廃校[注釈 6][注釈 7]。
  - 4月1日 - 横山小学校が藤橋小学校に改称し、新築移転。